# Juiz de Fora
Juiz de Fora (IPA: [ˈʒwiʒ dʒi ˈfɔɾɐ]) nagyváros Brazília délkeleti részén, Minas Gerais államban. Juiz de Fora Coronel Pacheco, Bicas, Santos Dumont, Santana do Deserto, Belmiro Braga, Lima Duarte, Bias Fortes, Chácara, Ewbank da Câmara, Matias Barbosa, Pedro Teixeira, Pequeri, Piau és Santa Bárbara do Monte Verde községekkel határos. Lakosainak száma 540 756 fő (2022).

## Népesség
A település népességének változása:
| Lakosok száma | 456 796 | 516 247 | 555 284 | 568.873 | 573 285 | 577 532 | 540 756 |
|               | 2000    | 2010    | 2015    | 2019    | 2020    | 2021    | 2022    |

## Földrajz
Távolságok:
- Rio de Janeiro: 185 km
- Belo Horizonte: 270 km
- São Paulo: 510 km
- Brasília: 990 km

## Nevezetes szülöttei
- Heitor Canalli (1910–1990), focista
- Rubem Fonseca (* 1925), író
- Itamar Franco (1930–2011), egykori brazil elnök
- Geraldo Majella Agnelo (* 1933), érsek
- Leandro Müller (* 1978), író
- Leandro Salino do Carmo (* 1985), focista
- Andréia Horta (* 1983 –) brazil színész

## Fordítás
- Ez a szócikk részben vagy egészben  a   Juiz de Fora című angol Wikipédia-szócikk fordításán alapul.  Az eredeti cikk szerkesztőit annak laptörténete sorolja fel. Ez a jelzés csupán a megfogalmazás eredetét és a szerzői jogokat jelzi, nem szolgál a cikkben szereplő információk forrásmegjelöléseként.